# Electronic Travel Authorization (eTA)
Die Electronic Travel Authorization (eTA) ist ein seit August 2015 bestehendes elektronisches Verfahren zur visumfreien Einreise nach Kanada, welches ab dem 15. März 2016 das bisherige Verfahren vollständig ablösen wird. Die Beantragung ist online derzeit (Stand: 28. Februar 2020) nur in englischer sowie französischer Sprache möglich. Bei der Beantragung der eTA wird eine Gebühr von 7 CAD erhoben. Eine Genehmigung/Ablehnung zum Antritt der Reise erfolgt in der Regel unmittelbar nach Absenden des Antrags. Über die tatsächliche Einreise wird vor Ort entschieden.
Eine eTA ist fünf Jahre gültig, solange der Reisepass, dessen Daten im eTA-Antragsformular eingetragen wurden, nicht früher abläuft. Während der Gültigkeitsdauer von fünf Jahren darf man mehrmals mit einer eTA nach Kanada reisen. Jeder Aufenthalt darf jedoch höchstens sechs Monate dauern.
Denselben Namen (eTA) trägt die Elektronische Reisegenehmigung für das Vereinigte Königreich. Das entsprechende Verfahren für die USA heißt Electronic System for Travel Authorization (ESTA). Das entsprechende Verfahren für Australien heißt Electronic Travel Authority.